# 광양 송천사지 회은장노비
광양 송천사지 회은장노비(光陽 松川寺址 悔隱長老碑)는 대한민국 전라남도 광양시 옥룡면 동곡리, 송천사지에 있는 조선 중기 승려인 회은의 행적을 기리고 있는 비석이다. 1992년 3월 9일 전라남도의 유형문화재 제182호로 지정되었다.

## 개요
송천사터에 자리하고 있는 비로, 조선 중기 승려인 회은의 행적을 기리고 있다.
회은의 성은 기씨이며, 자는 응준으로, 회은은 그의 호이다. 어려서 출가하여 승려생활을 시작하였으며, 인조 때 병자호란이 일어나자 벽암대사가 모은 승병의 참모로 활약하였다. 조정에서는 그의 공을 높이사 절충과 양호도총섭에 임명하였고, 인조 25년(1647)에는 가선대부와 팔도도총섭에 이르렀다. 현종 원년(1660)에는 품계를 올리어 자헌에 이르고 승병대장이 되었으며, 현종 4년(1663)에 특별히 품계를 올리어서 정헌으로서 군무를 맡아 보았다.
비는 받침돌 위로 비몸을 세우고 머릿돌을 올린 모습이다. 머릿돌의 앞면에는 두 마리의 용이 여의주를 놓고 서로 다투는 장면이 조각되어 있고, 뒷면에는 용을 비롯한 게, 개구리, 자라 등의 여러 동물이 섬세하게 표현되어 있다. 비문은 대체로 판독이 가능하나, 비몸 곳곳이 상당히 훼손되어 안타까운 모습이다.
비문에 의하면 순찰사 박신규와 광양 현감 안시익이 이절의 승려들과 함께 세웠다고 하며, 연대는 숙종 3년(1677)이라 적고 있다. 비의 이름을 승려의 법명이 아닌 회은이라는 호를 쓰고 있는데, 이는 승려로서라기 보다는 승병대장으로 그 활약이 더욱 더 두드러졌기 때문이 아닐까한다. '장로'라 칭하여 그의 덕을 높이 평가하고, 순찰사나 현감이 앞장서서 비를 세웠다는 점에서 승려가 낮게 평가되던 당시로서는 보기드문 모습이다.

## 참고 문헌
- 광양송천사지회은장노비 - 국가유산청 국가유산포털